# Raed Karmi
Pour les articles homonymes, voir Karmi.
Raed Mahmoud Raef Karmi (Ra'id Karmi), né en 1974 à Tulkarem et mort le 14 janvier 2002 dans la même ville, lors d'un assassinat ciblé, mené par les forces israéliennes, est un résistant palestinien, chef des Brigades des martyrs d'Al-Aqsa pour la région de Cisjordanie.

## Biographie
Selon les services secrets israéliens, depuis le début de l'Intifada en septembre 2000, Raed Karmi était à la tête d'un réseau qui a perpétré de nombreux attentats à l'arme automatique dans la région de Toulkarem, au cours desquels ont été tués et blessés des civils et des soldats israéliens. Selon l'armée israélienne, il agissait sous les ordres directs de Marwan Barghouti, chef des Tanzim en Cisjordanie.
Lors d'entretiens dans la presse, Raed Karmi a fait savoir qu'il était déterminé à poursuivre les actions anti-israéliennes et qu'il comptait même les étendre. Le 23 août 2001, dans un entretien donné à CNN, il avait affirmé : « nous préparons les jeunes à réaliser des opérations en territoire israélien. Nous enseignons aux jeunes de 17-18 ans à attaquer des colons, à kidnapper des soldats en Israël ». Lors d'autres entretiens, il a décrit sa participation à l'enlèvement et au meurtre des deux restaurateurs israéliens à Toulkarem.
Selon les services secrets israéliens, Raed Karmi a perpétré, en quinze mois, une longue série d'attentats et de meurtres, faisant un total de 10 morts et 9 blessés israéliens. Parmi les actions qu'Israël lui attribue :
- de nombreux tirs sur des bases militaires de Tsahal aux environs de la ville de Toulkarem ;
- en 2000 :
  - le 20 octobre, attaque d'un bus de soldats israéliens entré dans la ville par erreur ;
  - le 7 décembre, tir sur un véhicule israélien près du village de Burka, bilan, deux soldats et une civile grièvement blessés ;
- en 2001 :
  - le 23 janvier, enlèvement et meurtre des deux restaurateurs israéliens de Tel-Aviv, à Tulkarem[11];
  - le 31 janvier, tir sur un véhicule civil israélien à Baka el-Sharkia, tuant le conducteur ;
  - le 18 juin, tir sur des israéliens dans la région d'Einav, bilan, un mort et un blessé ;
  - le 24 juillet, meurtre d'un israélien, près du village de Suweika ;
  - le 30 juillet, tir contre un poste frontière, près du village de Bir Saha, bilan trois garde-frontière blessés, dont un gravement ;
  - le 26 août, meurtre d'un israélien près du village de Zaita ;
  - le 6 septembre, tir sur un véhicule israélien près du kibboutz Bahan, bilan, un officier israélien tué et une femme-officier blessée ;
  - 5 octobre, tir meurtrier sur une civil israélien ;
  - 28 octobre, série de tirs près du kibboutz Metzer, bilan un officier israélien tué ;
  - 29 octobre, attentat à la bombe raté contre la maison d'un officier israélien à Raanana.;
  - 19 novembre, tir sur un taxi près Shavei Shomron, bilan, trois blessés dont un rabbin ;
  - 28 novembre, commanditaire d'un attentat à la bombe raté, les deux terroristes suicidaires sont arrêtés alors qu'ils tentaient de s'infiltrer en Israël ;
  - 25 décembre, commanditaire d'un attentat à la bombe raté, la charge explose prématurément près de Shaar Ephraïm, seul le terroriste est tué.